# Городиський Ярослав Йосипович
Ярослав Йосипович Городиський (нар. 15 серпня 1906, село Гординя Львівського воєводства Австро-Угорщина, тепер Самбірського району Львівської області — 12 липня 1956, місто Дрогобич) — український радянський політичний діяч, голова Дрогобицького міськвиконкому в 1946 — 1953 роках.

## Життєпис
Народився в родині робітника. Навчався в Самбірській гімназії. У 1929 році закінчив юридичний факультет Краківського університету.
У 1929—1936 роках — помічник юриста, у 1936—1939 роках — юрист у місті Дрогобичі.
У жовтні 1939 році обраний депутатом Народних Зборів Західної України. З 1940 року працював заступником голови виконавчого комітету Дрогобицької міської ради депутатів трудящих.
Член ВКП(б) з березня 1941 року.
З червня 1941 року — в евакуації, працював на різних господарських роботах Туркестансько-Сибірської залізниці в східних областях СРСР.
З серпня 1944 року — заступник голови виконавчого комітету Дрогобицької міської ради депутатів трудящих, навчався в Українській республіканській школі партійних і радянських працівників у місті Києві.
У травні 1946 — березні 1953 року — голова виконавчого комітету Дрогобицької міської ради депутатів трудящих. 
У 1953—1956 роках — лектор Дрогобицького обласного комітету КПУ.

## Нагороди
- орден Трудового Червоного Прапора (23.01.1948)
- медаль «За доблесну працю у Великій Вітчизняній війні 1941—1945 рр.»